# David Perry

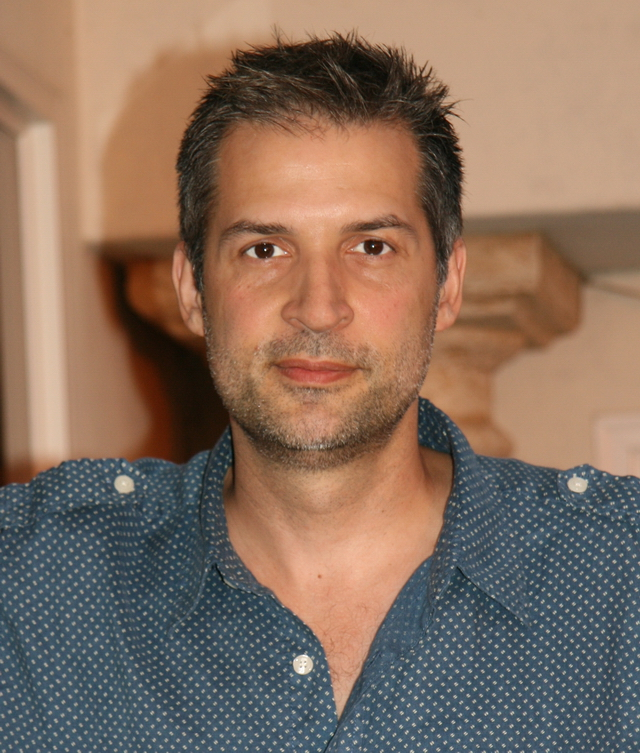
David Perry (2009)

David Perry (* 4. April 1967 in Lisburn) ist ein irischer Spieleentwickler und Unternehmer. Er ist Gründer des ehemaligen Entwicklerstudio Shiny Entertainment, für das er von 1993 bis 2006 tätig war. In seiner Karriere arbeitete er aber auch für Unternehmen wie Disney, 7 Up, McDonald’s, Orion Pictures und Warner Bros. Zu seinen bekanntesten Spieleentwicklungen zählen die Titel Earthworm Jim, MDK, Messiah, Wild 9 und Enter the Matrix. Er ist zudem Mitbegründer des Cloud-basierten Spieleservices Gaikai.

## Biografie

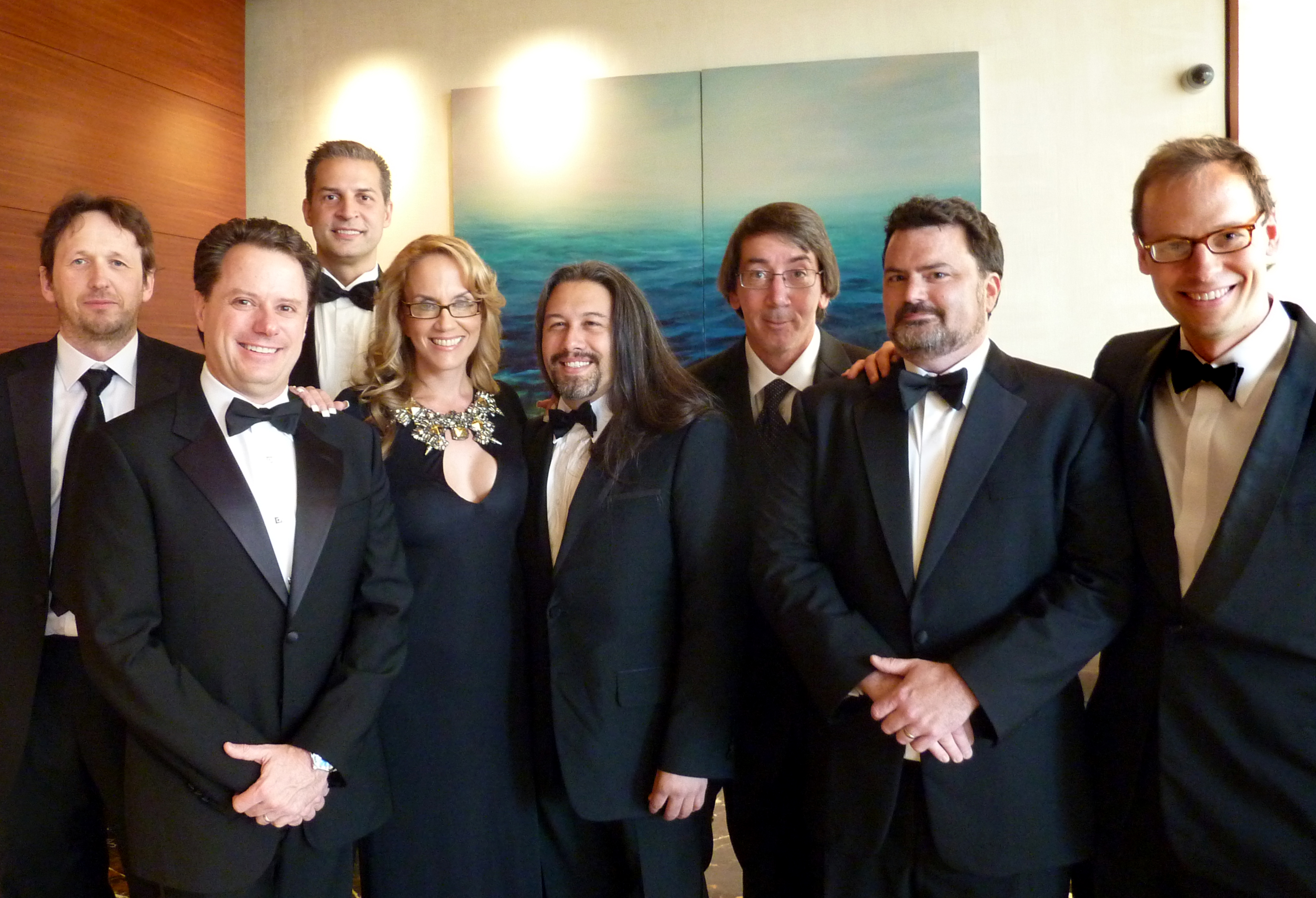
Perry und weitere Spieledesigner auf einem BAFTA-Event in Los Angeles im Juli 2011, von links: Rod Humble, Louis Castle, David Perry, Brenda Brathwaite, John Romero, Will Wright, Tim Schafer, Chris Hecker

Perry wurde am 4. April 1967 in Lisburn, Nordirland, geboren und wuchs in Templepatrick und Donegore im County Antrim auf, wo er erst die Templepatrick Primary School und anschließend das Methodist College Belfast besuchte. 1981 begann er mit der Entwicklung seiner ersten Programme für den Sinclair ZX81. In einem Interview mit der BBC beschrieb Perry sein erstes Spiel als ein Rennspiel („ein schwarzer Blob, der anderen schwarzen Blobs auszuweichen versucht“), das er schließlich an ein Magazin schickte, welches es tatsächlich abdruckte. Nach einigen weiteren Einsendungen erhielt er dafür einen Scheck über 450 britische Pfund, was ihn darin bestärkte, weiterzumachen. Im Alter von 17 Jahren zog er nach London, obwohl der ihm angebotene Job mit 3500 Pfund pro Jahr nur gering bezahlt wurde, weil er aber im Bereich Computerspiele keine Zukunftsaussichten in seiner Heimat sah. In London entwickelte er bei Probe Software Spiele für Publisher wie Elite Systems, Mirrorsoft und Virgin Games. Er arbeitete an Titeln wie Teenage Mutant Ninja Turtles für diverse Heimcomputer und The Terminator für das Mega Drive.
1991 zog er in die USA, um für die US-amerikanische Sparte von Virgin Games zu arbeiten. Er übernahm die Entwicklung der McDonald’s-Auftragsarbeit Global Gladiators für Mega Drive, die inhaltlich die Erwartungen des Auftraggebers nicht zufriedenstellen konnte, aber dennoch von Sega als Spiel des Jahres ausgezeichnet wurde. Es folgten Cool Spot für 7 Up und Disneys Aladdin, beide Spiele ebenfalls für das Mega Drive und letzteres mit einer Entwicklungszeit von gerade einmal vier Monaten. Seine Arbeit für Virgin Games USA diente auch als Grundlage für die Entwicklung anderer Spiele wie The Terminator für das Sega Mega-CD, RoboCop Versus The Terminator und Walt Disney’s Das Dschungelbuch für das Mega Drive, die jedoch alle erst nach Perrys Abgang entwickelt wurden.

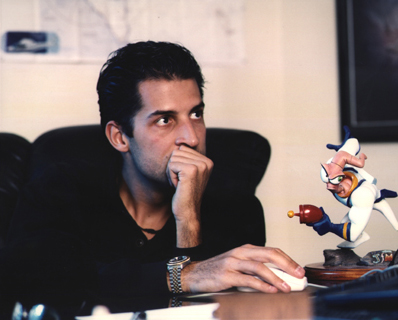
David Perry (1996), mit einer Miniatur der Spielfigur Earthworm Jim

Am 1. Oktober 1993 gründete Perry in Laguna Beach (Kalifornien) seine eigene Firma, Shiny Entertainment, die er nach dem Song Shiny Happy People von R.E.M. benannte. Earthworm Jim, das erste Spiel des Unternehmens, entwickelte sich zu einem Erfolg und verkaufte sich millionenfach auf mehreren Plattformen, einschließlich des Mega Drives, des Super Nintendo und des PCs. Der namensgebende Charakter, ein „durchschnittlicher Wurm“, der über einen Raumanzug stolpert und dadurch zu einem Superhelden mutiert, wurde äußerst populär und rief eine Bandbreite an Merchandising-Produkten hervor: Actionfiguren, Comics und eine damit verknüpfte Zeichentrickserie für das Warner Kids Network, in der die Titelfigur von Dan Castellaneta (Homer Simpson) synchronisiert wurde. 1995 verkaufte er für 3,6 Millionen US-Dollar einen Firmenanteil von 91 % an den US-amerikanischen Publisher Interplay Entertainment, der damit sein Konsolenportfolio zu stärken hoffte. 2001 erwarb Interplay für weitere 600.000 US-Dollar auch die restlichen 9 % des Unternehmens. 2012 bezeichnete Perry diesen Verkauf als seinen größten Fehler, da er die Möglichkeiten von Interplay überschätzt habe.
Im April 2002 wurde Shiny Entertainment durch Infogrames für 47 Millionen US-Dollar übernommen, nachdem sich bei Interplay zunehmend finanzielle Probleme bemerkbar gemacht hatten. Zeitgleich mit der Übernahme unterzeichnete Perry einen langfristigen Vertrag als Präsident des Studios. Ebenfalls 2002 arbeitete Perry mit den Wachowski-Brüdern an einer koordinierten Spieleumsetzung zur Matrix-Trilogie. Als auch die neue Konzernmutter Infogrames ins Straucheln geriet, verließ Perry Shiny Entertainment im Februar 2006, um nach eigenen Angaben den Verkauf von Shiny zu erleichtern. Das Studio wurde im Oktober 2006 schließlich von Foundation 9 übernommen.
Perry gründete ein Beratungsunternehmen für hochrangige Manager der Spielebranche, gefolgt von einem Unternehmen zur Unterstützung von Spieleentwicklern bei der Finanzierung ihrer Projekte. Im Februar 2008 veröffentlichte Perry eine Neuauflage seiner Game Industry Map, einer großen, kostenlosen Branchendatenbank, die tausende Spiele und Entwicklerfirmen auf einer Weltkarte visualisierte und es Studenten und Branchenangehörigen erlaubte, die Standorte von Spieleentwicklern und Produktionsstandorten zu erfassen. Im Juli 2008 erhielt er einen Ehrendoktortitel der Queen’s University Belfast für seine Verdienste im Bereich Computerspiele.
Im April 2009 beteiligte sich Perry an dem von Andrew Gault und Rui Pereira im November 2008 gegründeten Unternehmen Gaikai und wurde dessen CEO. Bereits auf der Game Developers Conference im Februar 2009 hatte er die Streamingtechnologie des Unternehmens für Computerspiele (Cloud Gaming) erstmals öffentlich vorgestellt. Im Juli 2012 wurde Gaikai von Sony Computer Entertainment für 380 Millionen US-Dollar übernommen. Der japanische Elektronikkonzern stellte am 20. Februar 2013 in New York seine Spielkonsole PlayStation 4 der Öffentlichkeit vor. Dabei gab Perry u. a bekannt, dass die Konsole keine Abwärtskompatibilität zu früheren Modellen besitzen werde, sondern dass alle Spiele der Vorgängergenerationen mit Hilfe der Gaikai-Technologie in Form der PlayStation Cloud zukünftig als Stream zugänglich gemacht werden sollen. Daneben wurde Gaikais Technik auch bis zum 15. August 2017 für das Streamen von Demo-Versionen und die Remote-Play-Funktion für PS4-Spiele auf der Handheldkonsole PlayStation Vita genutzt. Der neue Dienst wurde von Sony „PlayStation Now“ genannt. Damit wurde die Eingliederung von Gaikai in den Sony Konzern vollendet und die Firmenbezeichnung verschwand. Die Homepage von Gaikai ging offline.
Im Juni 2017 verließ Perry Gaikai und gründete die Firma GoVyrl. Dieses Unternehmen konzentriert sich auf Influencer-Marketing.
Perry ist Mitglied des Beirats für die Game Developers Conference und war Gastredner auf Branchenveranstaltungen wie der E3, SIGGRAPH oder der CES und war Gastdozent an Universitäten wie der USC und dem MIT. 2006 moderierte er gemeinsam mit Tommy Tallarico die Game Developers Choice Awards.

## Ausgewählte Werke

### Spiele
| Titel                        | Jahr | Publisher                                     |
| ---------------------------- | ---- | --------------------------------------------- |
| Three Weeks in Paradise      | 1986 | Mikro-Gen Software                            |
| Stainless Steel              | 1986 | Mikro-Gen Software                            |
| Savage                       | 1988 | Go/US Gold                                    |
| Paperboy 2                   | 1992 | Mindscape International                       |
| Captain Planet               | 1992 | Mindscape International                       |
| Teenage Mutant Hero Turtles  | 1990 | Mirrorsoft/Konami                             |
| Smash TV                     | 1990 | Ocean Software Ltd.                           |
| Supremacy: Your Will Be Done | 1990 | Virgin Games                                  |
| The Terminator               | 1992 | Virgin Games                                  |
| Global Gladiators            | 1992 | Virgin Games                                  |
| Cool Spot                    | 1993 | Virgin Games                                  |
| Disney’s Aladdin             | 1993 | Virgin Games                                  |
| Earthworm Jim                | 1994 | Playmates Interactive Entertainment           |
| Earthworm Jim 2              | 1995 | Playmates Interactive Entertainment           |
| MDK                          | 1997 | Playmates Interactive/Interplay Entertainment |
| Wild 9                       | 1998 | Interplay Entertainment                       |
| Messiah                      | 2000 | Interplay Entertainment                       |
| Sacrifice                    | 2000 | Interplay Entertainment                       |
| Enter the Matrix             | 2003 | Atari                                         |
| The Matrix: Path of Neo      | 2005 | Atari                                         |

### Bücher
- Tim Hartnell, David Perry: 49 Explosive Games for the ZX Spectrum. Interface Publications, London 1983, ISBN 978-0-907563-53-2.
- David Perry: Astounding Arcade Games for Your Spectrum+ & Spectrum. Interface Publications, London 1985.
- David Perry, Rusel DeMaria: David Perry on game design: a brainstorming toolbox. Charles River Media, Boston 2009, ISBN 978-1-58450-668-3.